# Три очерка по теории сексуальности
«Три очерка по теории сексуальности» (нем. Drei Abhandlungen zur Sexualtheorie) — работа Зигмунда Фрейда 1905 года. В ней автор описывает свою теорию сексуальности.
Работа Фрейда охватывает три сферы: сексуальные извращения, детская сексуальность и половое созревание. Впервые детская сексуальность была описана именно в этой работе Фрейда.
Тело ребёнка у Фрейда обозначается как полиморфно-перверсное, то есть ребёнок, согласно его теории, открыт всем возможным видам сексуального опыта.
В третьем очерке вводится теория перехода от клиторального оргазма к вагинальному в ходе полового созревания у девочек. По мнению Фрейда, только вагинальный оргазм является для женщины правильным и полноценным, тогда как сохранение склонности к клиторальной стимуляции является инфантильным пережитком и входит в его определение фригидности. В последующие годы эта теория приобрела большое влияние в сексологии, в том числе популярной, несмотря на свой умозрительный характер: во второй половине XX века само существование вагинального оргазма было поставлено под сомнение. По современным данным, чувствительность стенок влагалища в норме довольно ограниченна, а сексуальное наслаждение при проникновении обусловлено в основном непрямой стимуляцией внутренних частей клитора. Никаких подтверждений того, что в пубертатном возрасте происходит смена эрогенных зон, так и не было обнаружено.